# 9 محرم
- السبت
- الأحد
- الاثنين
- الثلاثاء
- الأربعاء
- الخميس
- الجمعة

- 306 يوليو 2024
- 17 يوليو 2024
- 28 يوليو 2024
- 39 يوليو 2024
- 410 يوليو 2024
- 511 يوليو 2024
- 612 يوليو 2024
- 713 يوليو 2024
- 814 يوليو 2024
- 915 يوليو 2024
- 1016 يوليو 2024
- 1117 يوليو 2024
- 1218 يوليو 2024
- 1319 يوليو 2024
- 1420 يوليو 2024
- 1521 يوليو 2024
- 1622 يوليو 2024
- 1723 يوليو 2024
- 1824 يوليو 2024
- 1925 يوليو 2024
- 2026 يوليو 2024
- 2127 يوليو 2024
- 2228 يوليو 2024
- 2329 يوليو 2024
- 2430 يوليو 2024
- 2531 يوليو 2024
- 261 أغسطس 2024
- 272 أغسطس 2024
- 283 أغسطس 2024
- 294 أغسطس 2024
- 15 أغسطس 2024
- 26 أغسطس 2024
- 37 أغسطس 2024
- 48 أغسطس 2024
- 59 أغسطس 2024

9 مُحرَّم أو 9 مُحرَّم الحرام أو يوم 9 \ 1 (اليوم التاسع من الشهر الأوَّل) هو تاسع أيَّام السنة وفق التقويم الهجري القمري (العربي). يبقى بعده 345 أو 346 يومًا لانتهاء السنة.

## أحداث
- 661هـ - إحياء الخلافة العباسية في مصر بعد أن سقطت في بغداد بأيدي المغول.
- 835هـ - تمت معاهدة فخرية بين المسلمين والقشتاليين في الأندلس، قطعت بها مملكة قشتالة أكبر خطوة في سبيل تحقيق أمنيتها لتصفية الوجود الإسلامي في الأندلس.
- 1178هـ - دمج «مجلس عالي تنظيمان» الذي كان يعد أعلى مؤسسة في الدولة العثمانية والذي تم إنشاؤه في عام 1854 في مجلس «والا» أو «مجلس أحكام العدلية العالي» الذي أنشأه السلطان محمود الثاني في إبريل 1838.
- 1323هـ - استقالة الإمام علي بن محمد الببلاوي الشيخ السادس والعشرون في ترتيب مشايخ الأزهر؛ احتجاجًا على تدخل الخديوي عباس حلمي الثاني في شؤون جامع الأزهر.
- 1346 هـ - أُقيم أول مجلس للشورى يضم أعضاء متفرغين برئاسة النائب العام لملك المملكة العربية السعودية.
- 1411هـ - انعقاد المؤتمر التاسع عشر لوزراء خارجية الدول الإسلامية لأول مرة في القاهرة منذ إنشاء منظمة التعاون الإسلامي.
- 1427هـ - أمير دولة الكويت الشيخ صباح الأحمد الصباح يصدر أمرًا أميريًا يزكي فيه الشيخ نواف الأحمد الصباح لولاية العهد، ويصدر مرسومًا يسمي فيه الشيخ ناصر المحمد الصباح رئيسًا لمجلس الوزراء.
- 1431هـ - عمر فاروق عبد المطلب يفشل بالقيام بهجوم إرهابي ضد الولايات المتحدة، بينما هو على متن طائرة إلى مطار ديترويت.
- 1432هـ - مجلس الأمن الدولي يتخذ قرارًا بإنهاء غالبية العقوبات التي كان فرضها على العراق أبان عهد الرئيس السابق صدام حسين.
- 1434هـ - الرئيس المصري محمد مرسي يصدر إعلانًا دستوريًا جديدًا حصن فيه جميع قرارات الرئيس منذ توليه الرئاسة، كما أصدر قرارًا بمنع حل مجلس الشورى بأمر قضائي، كما حصن الجمعية التأسيسية للدستور من أي قرار بحلها بحكم قضائي، كما أصدر قرارًا بتعيين النائب العام بحيث يعين لمدة أربع سنوات.
- 1442هـ - القضاء النيوزيلندي يُصدر حُكمه على برينتون تارانت، مُنفِّذ مجزرتيّ كرايستشيرش قبل نحو سنة، بِالسجن مدى الحياة دون إمكانية الإفراج المشروط، وهي المرَّة الأولى التي تُفرض فيها هذه العُقُوبة بِتاريخ نيوزيلندا.
- 1445هـ - انقلاب عسكري في النيجر يطيح بالرئيس محمد بازوم، وسط رفض إفريقي ودولي.

## مواليد
- 1300هـ - عز الدين القسام، إمام ومجاهد فلسطيني لاذقي.
- 1328هـ -
  - سلطانة يوسف، مطربة عراقية.
  - علال الفاسي، سياسي مغربي.
- 1348هـ -
  - صباح الأحمد الجابر الصباح، أمير دولة الكويت.
  - سعد عبد الوهاب، مطرب مصري.
- 1349هـ - أليفة رفعت، أديبة وروائية مصرية.
- 1357هـ - يوسف داود، ممثل مصري.
- 1362 هـ - بسام شبارو، مدير أعمال وناشر كتب لبناني.
- 1378 هـ - محمد تقي الخوئي، فقيه مسلم عراقي.
- 1393هـ - علي العمري، داعية إسلامي سعودي.
- 1407هـ - فؤاد علي، ممثل أردني يعمل في الكويت.
- 1406هـ - حسين كعبي، لاعب كرة قدم إيراني.

## وفيات
- 823هـ – المؤيد أبو النصر شيخ المحمودي، سلطان دولة المماليك بمصر والشام.
- 1370هـ - جعفر النقدي، رجل دين وأديب شيعي عراقي.
- 1416هـ - الشيخ إمام، مغني وملحن مصري.
- 1431هـ - أنيس صايغ، كاتب ومفكر فلسطيني.
- 1433هـ - عبد الحق أبو الخباب، أحد مؤسسي الجماعة السلفية للدعوة والقتال بالجزائر.
- 1440هـ - جميل راتب، ممثل مصري.

## مناسبات
- صيام يوم تاسوعاء.

## وصلات خارجية
- موقع قصة الإسلام: حدث في شهر محرم.